# Arquebisbat de Monterrey
L'arquebisbat de Monterrey (castellà:  Ariócesis de Monterrey, llatí: Archidioecesis Monterreyensis) és una seu metropolitana de l'Església Catòlica a Mèxic, i que pertany a la regió eclesiàstica Noreste. L'any 2013 tenia 4.512.000 batejats sobre una població de 4.810.000 habitants. Actualment està regida per l'arquebisbe Rogelio Cabrera López.

## Territori
L'arxidiòcesi comprèn part de l'estat mexicà de Nuevo León.
La seu episcopal és la ciutat de Monterrey, on es troba la catedral de la Immaculada Concepció de Maria Verge.
El territori s'estén sobre 17.886  km², i està dividit en 188 parròquies.

## Història
La diòcesi de Linares (o Nuevo León) va ser erigida pel papa Pius VI mitjançant la butlla Relata semper del 15 de desembre de 1777, prenent el territori del bisbat de Michoacán (avui arquebisbat de Morelia). Originàriament era sufragània de l'arquebisbat de Ciutat de Mèxic.
El 1839 i el 13 d'agost de 1861 cedí porcions del seu territori a benefici respectivament de la prefectura apostòlica de Texas (avuiarquebisbat de Galveston-Houston) i del vicariat apostòlic de Tamaulipas (avui bisbat de Tampico).
El 26 de gener de 1863 entrà a formar part de la província eclesiàstica de l'larquebisbat de Guadalajara.
El 23 de juny de 1891 cedí una nova porció de territori per tal que s'erigís el bisbat de Saltillo i contextualment va ser elevada al rang d'arxidiòcesi metropolitana i el 9 de juny de 1922 assumí el seu nom actual.
El 30 d'abril de 1962 i el 6 de novembre de 1989 cedí noves porcions de territori per tal que s'erigissin, respectivament, les diòcesis de Linares i de Nuevo Laredo.ronologia episcopal
- Juan Antonio de Jesús Sacedón Sánchez, O.F.M. † (28 de setembre de 1778 - 27 de desembre de 1779 mort)
- Rafael José Verger y Suau, O.F.M. † (16 de desembre de 1782 - 5 de juliol de 1790 mort)
- Andrés Ambrosio de Llanos y Valdés, O.F.M. † (19 de desembre de 1791 - 19 de desembre de 1799 renuncià)
- Primo Feliciano Marín y Porras, O.F.M. † (20 de juliol de 1801 - 12 de novembre de 1815 mort)
- José Ignacio de Arancibia y Hormaguei, O.F.M. † (14 d'abril de 1817 - 2 de maig de 1821 mort)
- José María de Jesús Belaunzarán y Ureña, O.F.M.Ref. † (28 de febrer de 1831[1] - 15 de novembre de 1838 renuncià)[2]
- Salvador de Apodaca y Loreto † (29 de gener de 1842 - 15 de juny de 1844 mort)
- Jose Ignacio Sánchez Navarro † (5 de setembre de 1851 - 1852 mort)
- Francisco de Paula Verea y González † (27 de juny de 1853 - 19 de setembre de 1879 nomenat bisbe de Tlaxcala)
- José María Ignacio Montes de Oca y Obregón † (19 de setembre de 1879 - 13 de novembre de 1884 nomenat bisbe de San Luis Potosí)
- Blasius Enciso, O.S.A. † (13 de novembre de 1884 - 11 de gener de 1885 mort)
- Jacinto López y Romo † (10 de juny de 1886 - 14 de desembre de 1899 nomenat arquebisbe de Guadalajara)
- Santiago de los Santos Garza Zambrano † (2 de març de 1900 - 26 de febrer de 1907 mort)
- Leopoldo Ruiz y Flores † (14 de setembre de 1907 - 27 de novembre de 1911 nomenat arquebisbe de Michoacán)
- Francisco Plancarte y Navarrete † (27 de novembre de 1911 - 2 de juliol de 1920 mort)
- José Juan de Jésus Herrera y Piña † (7 de març de 1921 - 16 de juny de 1927 mort)
- José Guadalupe Ortiz y López † (20 de setembre de 1929 - 2 de maig de 1940 renuncià)
- Guillermo Tritschler y Córdoba † (22 de febrer de 1941 - 29 de juliol de 1952 mort)
- Alfonso Espino y Silva † (29 de juliol de 1952 - 31 de maig de 1976 mort)
- José de Jesús Tirado Pedraza † (7 de desembre de 1976 - 8 de novembre de 1983 jubilat)
- Adolfo Antonio Suárez Rivera † (8 de novembre de 1983 - 25 de gener de 2003 jubilat)
- José Francisco Robles Ortega (25 de gener de 2003 - 7 de desembre de 2011 nomenat arquebisbe de Guadalajara)
- Rogelio Cabrera López, des del 3 d'octubre de 2012

## Estadístiques
A finals del 2013, la diòcesi tenia 4.512.000 batejats sobre una població de 4.810.000 persones, equivalent al 93,8% del total.
| any  | població  | població  | població | sacerdots | sacerdots       | sacerdots       | sacerdots             | diaques | religiosos | religiosos | parròquies |
| ---- | --------- | --------- | -------- | --------- | --------------- | --------------- | --------------------- | ------- | ---------- | ---------- | ---------- |
| any  | batejats  | total     | %        | total     | clergat secular | clergat regular | batejats por sacerdot | diaques | homes      | dones      |            |
| 1966 | 1.104.800 | 1.118.800 | 98,7     | 169       | 126             | 43              | 6.537                 |         | 140        | 711        | 50         |
| 1970 | ?         | 1.408.108 | ?        | 177       | 132             | 45              | ?                     |         | 159        | 703        | 50         |
| 1976 | 1.353.251 | 1.408.108 | 96,1     | 224       | 167             | 57              | 6.041                 |         | 190        | 689        | 62         |
| 1980 | 1.987.000 | 2.070.000 | 96,0     | 222       | 177             | 45              | 8.950                 |         | 132        | 518        | 71         |
| 1990 | 4.410.000 | 4.900.000 | 90,0     | 297       | 204             | 93              | 14.848                | 3       | 177        | 670        | 132        |
| 1999 | 4.285.000 | 4.600.000 | 93,2     | 431       | 288             | 143             | 9.941                 | 6       | 215        | 774        | 149        |
| 2000 | 4.324.500 | 4.650.000 | 93,0     | 437       | 310             | 127             | 9.895                 | 7       | 229        | 735        | 153        |
| 2001 | 4.500.000 | 4.720.000 | 95,3     | 455       | 321             | 134             | 9.890                 | 6       | 205        | 755        | 155        |
| 2002 | 4.470.807 | 4.807.320 | 93,0     | 455       | 333             | 122             | 9.825                 | 18      | 217        | 775        | 166        |
| 2003 | 4.640.730 | 5.407.925 | 85,8     | 509       | 346             | 163             | 9.117                 | 23      | 302        | 458        | 172        |
| 2004 | 5.146.211 | 6.809.345 | 75,6     | 509       | 346             | 163             | 10.110                | 25      | 298        | 750        | 178        |
| 2013 | 4.512.000 | 4.810.000 | 93,8     | 595       | 384             | 211             | 7.583                 | 44      | 499        | 736        | 188        |